# هولگر اوسیک
هولگر اوسیک (آلمانی: Holger Osieck؛ زادهٔ ۳۱ اوت ۱۹۴۸) بازیکن سابق و مربی فوتبال اهل آلمان است.
از باشگاه‌هایی که در آن بازی کرده‌است می‌توان به باشگاه فوتبال ونکوور وایتکپس و باشگاه فوتبال شالکه ۰۴ اشاره کرد.